# Roog
Roog (en sérère, ou Rog, ou Koox dans les langues cangin) est le Dieu suprême et Dieu créateur dans la religion sérère (la religion traditionnelle du peuple sérère du Sénégal, de la Gambie et de la Mauritanie).

## Noms et titres
En sérère, roog signifie ciel ou les cieux.
Roog est parfois appelé « Roog Sene » (Rog Seen, Rog Sene, Rooh Seen, etc.), ce qui signifie « Roog l'Immensité », ou par extension, le « dieu miséricordieux ». D'autres titres utilisés en dehors des prières incluent « Roog Dangandeer Seen » (« Roog l'omniprésent », par extension cela peut aussi signifier « le Dieu omniprésent »), « Roog o Caaci'in Seen »(« Roog notre ancêtre »), « Roog o maak Seen » [ou « Roog a faha »] (« Roog est grand »), « Roog a yaal'in Seen » (« Roog notre Seigneur »), « Roog o Ndimaan Seen » (« Roog! Le donneur du fruit » [ou « Roog! Le donneur de vie »], et « Le Maître du Monde »).
Le nom Roog est probablement une déformation de la divinité Koox. Il pourrait provenir des Sérères de Kaabu ou Tekrour (aujourd'hui Fouta-Toro au Sénégal) après leur exode au XIe siècle suite à des persécutions religieuses. Selon la tradition orale des Cangin, le nom originel de l'être suprême était Kooh (ou Koh, ou Koox en sérère).

## Croyances
Roog est l'Être suprême et le Dieu créateur du panthéon sérère,,. Roog est la source de la vie et tout retourne à Roog. Roog est « le point de départ et d'aboutissement, l'origine et la fin ». 
Les pratiquants de la religion traditionnelle sérère ne prient pas directement Roog, préférant prier par l'intermédiaire des esprits ancestraux appelés Pangool ( en ). De ce fait, Roog n'a pas de lieu de culte. Il est considéré comme un blasphème de créer des images de Roog.
« Les Pangool sont les esprits de nos ancêtres défunts. Toute personne qui ne ment pas, ne fait pas de mal, ne fornique pas et ne s'approprie pas le bien d'autrui verra ses vœux exaucés. Roog Seen n'a ni parent ni ami. L'individu n'invoque pas le nom de Dieu, mais lui, il donne ce qu'il veut ».
— Saltigué Geej Seen (1983).

## Genre
Les Sérères croient que Roog est un être incorporel et hermaphrodite, possédant à la fois une nature féminine et masculine. Selon la situation, un individu peut tenter d'évoquer son côté féminin ou masculin en utilisant le pronom approprié, bien que dans les ouvrages érudits rédigés en français et en anglais, le pronom masculin soit généralement utilisé. Les saltigués désignent Roog comme « père et mère » lors de leurs rituels de consécration, tandis que dans le mythe de la création des Sérères, il désigne à la fois le grand-père et la grand-mère, l'aspect grand-mère donnant naissance à l'humanité.

## Lectures complémentaires
- Gravrand, Henry, « La civilisation sereer : Cosaan : les origines ». Vol. 1.  Nouvelles Editions africaines (1983),  (ISBN 2-7236-0877-8)
- Kalis, Simone, « Médecine traditionnelle, religion et divination ches les Seereer Siin du Sénégal »: « La connaissance de la nuit », L’Harmattan (1997),  (ISBN 2-7384-5196-9)
- Becker, Charles, « Vestiges historiques, trémoins matériels du passé clans les pays sereer ». Dakar. 1993. CNRS - ORS TO M.
- Gastellu, Jean-Marc, « L'égalitarisme économique des Serer du Sénégal ». ORSTOM, Paris (1981),  (ISBN 2-7099-0591-4) (Thèse de Sciences économiques soutenue à l'Université Paris 10 en 1978 [in] Horizon
- Galvan, Dennis Charles, « The State Must be our Master of Fire: How Peasants Craft Culturally Sustainable Development in Senegal ». Berkeley, University of California Press (2004),  (ISBN 0-520-23591-6)